# Fedre
|  | Per a altres significats, vegeu «Fedre (desambiguació)». |

Gai Juli Fedre, en llatí Phaedrus, en grec antic Φαῖδρος, fou un poeta iàmbic grec que va viure al segle i durant el govern dels emperadors August, Tiberi i Claudi.
De les poques coses que sabem de la seva vida les coneixem per esporàdiques notícies que inclou als seus propis escrits. En el pròleg del tercer llibre de les seves faules menciona la muntanya Pierus com el lloc on va néixer, situada a Macedònia. En el títol del cinquè llibre escriu: Phaedri, Augusti Liberti, Fabulae Aesopiae, amb la qual cosa sabem que va ser originalment un esclau comprat a Tràcia o Macedònia i portat a Roma on va aprendre llatí, i que el va manumetre August. No sabem si va néixer esclau, o per circumstàncies desconegudes va caure en l'esclavitud.
Durant l'imperi de Tiberi, un emperador a qui no plaïen els pensadors, Fedre va tenir problemes amb el dèspota. En les seves faules Fedre ridiculitza les decisions injustes i arbitràries dels que abusen del poder. Eli Sejà, confident i amic de Tiberi, el dugué als tribunals. Va ser desterrat, el mateix càstig que patí Ovidi. Quan va morir Sejà, Fedre tornà a Roma i continuà publicant faules, amb la intenció de combatre la immoralitat de la societat imperial romana.

Fedre va escriure cinc llibres de faules, en total 145 faules. En el pròleg del seu primer llibre, Fedre se sent hereu d'Isop, la seva font, i diu:
| « | Aesopus auctor quam materiam repperit, Hanc ego polivi versibus senariis | » |

(Isop ha estat qui ha trobat el tema, jo només l'he posat en versos senars)
Aquest pròleg afegeix que la intenció de les faules és ensenyar i divertir. El segon llibre tracta les faules d'Isop d'una manera més lliure, i en el pròleg del tercer es refereix encara a Isop com el seu model. El quart llibre no porta pròleg, i el pròleg del cinquè diu que ha utilitzat Isop com a recomanació de la lectura dels seus versos, i aquí les rondalles no són isòpiques, sinó que fan referència a esdeveniments històrics molt posteriors. Tanmateix moltes són traduccions en un excel·lent llatí de l'original grec escrit per Isop. L'estructura de les faules és molt senzilla: un breu relat i una ensenyança que de vegades va abans del relat i, de vegades, hi va després. L'expressió és clara i concisa i el llenguatge en general pur i correcte. Els crítics opinen però que les millors faules són les que tradueix d'Isop, i no pas les que Fedre aporta de nou.